# دهستان دالکی
دالکی، دهستانی است از توابع بخش مرکزی شهرستان دشتستان در استان بوشهر ایران.

## جمعیت
براساس سرشماری سال ۱۳۸۵ جمعیت آن ۱۰٬۴۹۰ نفر (۲٬۲۳۷ خانوار) بوده‌است.